# 雲山路駅
座標: 北緯31度15分9秒 東経121度34分4秒 / 北緯31.25250度 東経121.56778度
雲山路駅（うんざんろえき）は中華人民共和国上海市浦東新区に位置する上海地下鉄6号線、14号線の接続駅である。

## 駅構造
相対式ホーム2面2線（6号線）、島式ホーム1面2線（14号線）を有する地下駅。6号線構内は桃色を基調にしている。

### のりば
※全ての路線において案内上ののりば番号は設定されていない。
| 番線                    | 路線   | 行先                                       | 備考 |
| ----------------------- | ------ | ------------------------------------------ | ---- |
| 6号線ホーム（地下2階）  |        |                                            |      |
| 東方面                  | 6号線  | 巨峰路・港城路方面                         |      |
| 西方面                  | 6号線  | 民生路・藍村路・高科西路・東方体育中心方面 |      |
| 14号線ホーム（地下3階） |        |                                            |      |
| 北方面                  | 14号線 | 真新新村・封浜方面                         |      |
| 南方面                  | 14号線 | 藍天路・桂橋路方面                         |      |

## 歴史
- 2007年12月29日 - 開業。
- 2021年12月30日 - 14号線開業[1]。

## 隣の駅
上海軌道交通
 6号線
金橋路駅 - 雲山路駅 - 徳平路駅
 14号線
歇浦路駅 - 雲山路駅 - 藍天路駅